# إنزيت
الإنزيت هو مكمل غذائي عشبي، تم تصنيعه في الأصل بواسطة شركة بيركلي بريميوم للمغذيات. أدى تسويق هذا المنتج إلى إدانة وسجن المالك وإفلاس الشركة. والآن يتم تسويق هذا المنتج بواسطة شركة فياندا في سينسيناتي (أوهايو). ولقد صرَّح المُصنِع بأن الإنزيت يحفز «تكبير القضيب»، وهذا المصطلح لتلطيف التعبير عن تعزيز الانتصاب. ومع ذلك، فقد تم التشكيك في فعاليته، وخضعت إدّعاءات المُصنع للتدقيق من قبل ولايات ومنظمات فيدرالية متنوعة. يقول كينيث جولدبيرج، المدير الطبي لمركز صحة الرجال في جامعة بايلور، «بأنه لا يوجد أي مغزى طبي منه»؛ فلا توجد وسيلة لزيادة تدفق الدم إلى القضيب ليزيد حجمه بالفعل كما تدعي الشركة المصنعة له.
في مارس 2005، بعد وصول آلاف الشكاوى من المستهلكين إلي بيتر بيزنس بيرو، قام العملاء الفيدراليون بمداهمة منشآت بيركلي، وجمعوا الأدلة التي أسفرت عن لائحة اتهام جنائية، بلغ عدد التهم فيها إلي 112 تهمة، وأُدين مؤسس الشركة ومديرها التنفيذي ستيفن ورشاك ووالدته هاريت ورشاك بتهمة المؤامرة على ارتكاب عمليات احتيال عبر البريد واحتيال المصرفي وغسيل الأموال. وفي سبتمبر 2008، حُكم عليهم بالسجن وأُصدر قرار بمصادرة 500 مليون دولار من الأصول، ونتج عن ذلك إفلاس الشركة نتيجة الإدانات والغرامات. في ديسمبر 2008، تم بيع أصول الشركة بمبلغ 2.75 مليون دولار لشركة بريستين باي، التي واصلت إدراتها.
يتم الإعلان عن الإنزيت على شاشة التلفزيون الأمريكي، على نطاقٍ واسع، بأنه «قرص الدواء الذي يمكن استخدامه مرة واحدة يوميًا لتعزيز القدرة الطبيعية للرجل». تتميز الإعلانات بشخصية تُعرف ب «سيملين بوب»،  والتي يقوم بها الممثل الكندي أندرو أولكوت، الذي يُظهر دائمًا ابتسامة تُعطي انطباعًا بأنها نتيجة لتأثير الإنزيت؛ تُظهر هذه الإعلانات تورية في مضمونها. تظهر بعض الإعلانات بابتسامة مماثلة ل«السيدة بوب».
لأن الإنزيت هو منتج عشبي، لا يلزم إجراء اختبار من قبل إدارة الغذاء والدواء الأمريكية. يقول مسؤول في لجنة التجارة الفيدرالية، التي تراقب الإعلان، "إن عدم وجود اختبار علمي هو بمثابة إشارة تحذيرية، ولا يوجد علم خلف هذه الادّعاءات، فلقد أقرّت الشركة بأنه لا توجد أي دراسات علمية لتبرر ادّعاءاتها.
قال ايرا شارلب، المتحدث باسم الرابطة الأمريكية لجراحة المسالك البولية، «لا يوجد شيء يمكن أن نطلق عليه قرص دواء فعال للقضيب؛ فهذه كلها أشياء تُباع من أجل الربح. لا يوجد أي علم وراءها».

## وصلات خارجية
- الموقع الرسمي لإنزيت
- أمريكا اليوم - لماذا يبتسم هذا الرجل؟ إنها ليست فياجرا
- شركة كوبيكي تشتري شركة بيركلي للمغذيات